# Вильгельм I Оранский
Вильгельм (Ви́ллем) I Оранский, по прозвищу Молчаливый (нидерл. Willem van Oranje; Willem de Zwijger; 24 апреля 1533, Дилленбург — 10 июля 1584, Делфт) — принц Оранский, граф Нассауский, первый штатгальтер Голландии и Зеландии, лидер Нидерландской буржуазной революции. Был убит 10 июля 1584 года испанским наёмником Бальтазаром Жераром.

## Биография
Вильгельм родился 24 апреля 1533 года в городе Дилленбурге в немецком графстве Нассау. Он был старшим сыном Вильгельма I Богатого (1487—1559), графа Нассау-Дилленбургского, и Юлианы Штольбергской. У его отца от первого брака с Вальпургис Эгмонт родилось две дочери: Елизавета (1515—1523) и Магдалена (1522—1567). У его матери также уже было четверо детей от предыдущего брака. Был крещён в лоне лютеранской церкви 4 мая 1533 года. После Вильгельма родились ещё четыре брата — Ян (Иоганн) (1536—1606), Людвиг (1538—1574), Адольф (1540—1568), Хендрик (Генрих) (1550—1574) и восемь сестёр. До одиннадцати лет Вильгельм воспитывался в лютеранской вере в семейном замке Дилленбург в Германии.
В возрасте одиннадцати лет Вильгельм унаследовал княжество Оранж вместе с титулом и владениями в Нидерландах. Через год он оставил родительское имение и отправился в Брюссель ко двору императора Карла V. Последний лично решил принять участие в воспитании принца Оранского. Штатгальтером Нидерландов в это время была сестра и по совместительству ставленница императора — Мария Австрийская. Именно она и взяла на себя основную роль в воспитании Вильгельма I Оранского. Проживая при дворе в Брюсселе, он получил хорошее образование, опыт политических интриг и заговоров, которые разыгрывались на его глазах. Очень быстро Вильгельм I Оранский стал фаворитом императора и завоевал его расположение. По достижении 18-летнего возраста Карл V женил его на Анне ван Эгмонт — дочери нидерландского военачальника и капитан-генерала Максимиллиана ван Эгмонта. Ещё спустя четыре года Вильгельм I Оранский принял пост главнокомандующего армией на границах с Францией.

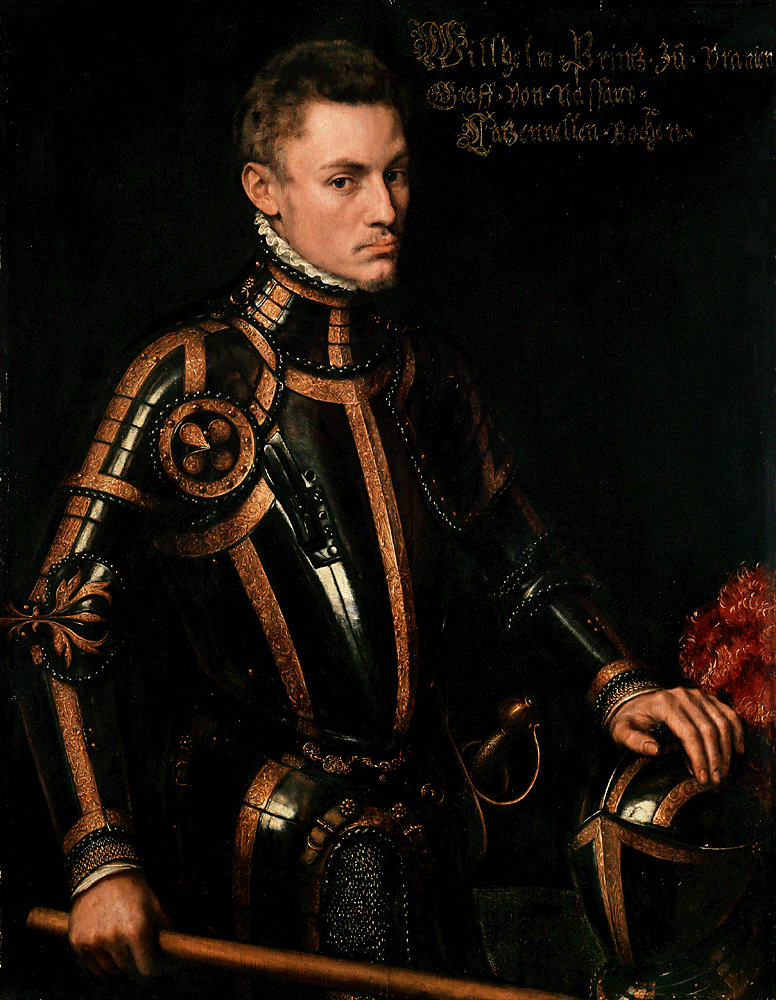
Вильгельм I Оранский, 1555 год

В 1555 году Карл V передал права на управление Нидерландами (как и остальными владениями) своему сыну Филиппу II, который назначил Вильгельма I Оранского членом государственного совета и наградил орденом Золотого Руна. Новый монарх выделялся жёсткой позицией по отношению к Нидерландам. В его планах было подавление национальных движений, религиозного разнообразия, влияния дворянства. Однако, пока велась война с Францией, в которой нидерландские дворяне зарекомендовали себя достойными полководцами, он не решался заняться вопросом об их ликвидации как правящего сословия. Поэтому Филипп II принял решение закончить войну и назначил Вильгельма I Оранского уполномоченным послом для ведения мирных переговоров. Благодаря образованию и личным качествам Вильгельм заключил мирный договор такого характера, что тот больше походил на капитуляцию со стороны Франции. Впоследствии выяснилось, что мирный договор был нужен Филиппу II для того, чтобы организовать коалицию с французским королём в борьбе с протестантизмом в обоих государствах.

### Лидер революционного движения
О планах относительно дальнейшей судьбы Нидерландских земель и голландцев Вильгельм I Оранский случайно узнал от французского короля Генриха II во время посещения Франции в качестве почётного заложника при заключении мира. Эта история произошла следующим образом. Секретные переговоры от имени Филиппа II должен был вести Фернандо, герцог Альба, но король Франции, по неизвестным причинам, принял Вильгельма I Оранского за уполномоченного участника заговора и раскрыл ему все планы. Он внимательно выслушал короля и, держа свои намерения в тайне, принял решение начать борьбу против заговорщиков. За это библиографы[кто?] наградили его прозвищем — Молчаливый (The Silent).
Получив от Генриха II разрешение покинуть дворец, Вильгельм I Оранский поспешил возвратиться домой. Его первым шагом было составление обращения от имени Генеральных Штатов «об удалении испанских солдат из территории Нидерландов». С этого момента принц и король стали непримиримыми противниками. Таким образом, в начале 1560-х годов Вильгельм I Оранский возглавил оппозицию и после вторжения в Нидерланды испанской армии (1567 год) покинул пределы страны в поисках военной поддержки. Пребывая в титуле немецкого князя, он обладал правом содержать собственную армию и флот, чем и решил воспользоваться. На его личные финансовые средства, а также на гугенотские пожертвования снаряжались войска для кампании в Нидерландах.

Карта походов Вильгельма I Оранского, военная кампания 1568 года

Первый трёхтысячный отряд был собран и перешёл границу близ Маастрихта, но потерпел поражение 25 апреля 1568 года при Рурмонде (см. также Битва у Дальхайма), а также между Эркеленцем и Далемом в столкновениях с испанским отрядом Санчо де Лондоньо. Второй отряд, основой которого были гугеноты, разбили 18 июля 1568 года при вступлении в Артуа. Третий отряд потерпел поражение при Йеммингене.
После этого Вильгельм I Оранский сосредоточил свои удары на другом направлении. Приблизительно 40-тысячная армия была введена в Трирскую провинцию. Маневрируя, солдаты двинулись в Брабант к Кейзерслаутерну (неподалёку Маастрихта), где стояла лагерем испанская армия под руководством Фернандо, герцога Альбы.

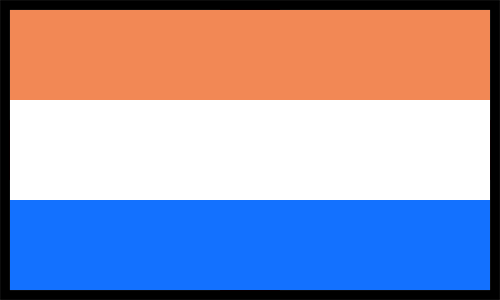
«Флаг Принца» — знамя, которое использовали в армии Вильгельма I Оранского

Подрывало боеспособность армии местное население, которое отказывало Вильгельму I Оранскому в поддержке и предоставлении провизии. Ввиду этого и сами его наёмники стали бунтовать. Несмотря на многочисленные локальные столкновения, ни одна из сторон не прибегала к финальной битве. Принц, преследуемый испанской армией, был вынужден отойти к Стокему, а оттуда к Тонгру. От Тонгра армия проследовала к Синт-Трёйден, а оттуда к Жодуаню. Получая повсеместный отказ жителей южных провинций в поддержке генерального сражения, Вильгельм I Оранский отошёл к Ваврену. Проявив свой дипломатический талант при разрешении конфликта внутри армии (французы потребовали идти во Францию и поддержать мятежных гугенотов, а немецкие наёмники отказывались воевать против Карла IX), он увёл войска в Страсбург и выплатив жалование — распустил их. После этого Вильгельм I Оранский с отрядом всадников и в сопровождении своих двух братьев примыкнул к армии Гаспара де Колиньи. В сражении при Монконтуре его войска были окончательно разбиты, а принц спасся лишь благодаря трюку с переодеванием в женское платье и вышел из вражеского окружения с последующем возвращением в Германию осенью 1569 года. В течение двух лет он собирал новые силы и отправлял переговорщиков для оказания помощи голландцам. В апреле 1572 года его сторонники овладели крепостью Брилле, а её жители принесли клятву верности Вильгельму I Оранскому, объявив его королевским наместником Голландии. Такой поступок дал толчок для поднятия восстания в северных провинциях. При этом принц продолжал оставаться в Германии и собирать наёмное войско. В июле он совершил переход через Рейн в Дуйсбург, а 23 июля овладел Рурмондом. Отсутствие денег задержало продвижение на месяц, которое возобновилось после гарантий на трёхмесячное жалованье от голландских городов. После этого Вильгельм I Оранский в августе перешёл Маас и двинулся через Дист, Тирлемон, Лёвен, Мехелен и Термонд на Уденард и Нивель. При этом большинство городов пропускали его войска, а другие поддерживали деньгами.

Военный герб Вильгельма I Оранского

Карта походов Вильгельма I Оранского, военная кампания 1572 года

Осаждаемый испанцами город Монс капитулировал 19 сентября, в это время войска принца перебазировались к Орсуа. Позже Вильгельм I Оранский был вынужден распустить войска. После этого он поспешил к осаждённому испанцами городу Харлему. Трижды собирая войска и отсылая в город обозы с продовольствием и амуницией, ему всё же не удалось отбить город, и 13 июля последовала его сдача испанцам. После этого противники двинулись к городу Алкмар и осадили его. Несмотря на три штурма, город не сдавался. Узнав об этой ситуации, Вильгельм I Оранский отправился на помощь жителям Алкмара. Одним из его решений было затопление испанской армии посредством подрыва дамб и плотин. Однако каким-то образом об этом стало известно противнику, и 8 октября осада была снята, а войска отведены к Амстердаму. Три дня спустя в Битве в заливе Зёйдерзе голландская флотилия под командованием Корнелиса Диркзона истребила испанскую эскадру под командованием графа Буссю.
При длительной осаде Лейдена испанскими войсками жители проявили мужество и стойкость. В благодарность за проявленный героизм Вильгельм I Оранский назначил награду. На свое усмотрение люди могли выбрать между постройкой университета и освобождением от налогов. В итоге в 1575 году было заложено здание Лейденского университета — старейшего учебного заведения в Нидерландах.
В одном из сражений, при Моке, войска принца были разбиты, а оба его брата погибли. Спустя время, ввиду финансовых трудностей внутри Испанской империи, её войска отказывались продолжать военные кампании. Солдаты принялись за мародерство и разграбили Гент, Антверпен, Валансьен, Алост, Маастрихт. Вильгельм I Оранский воспользовался этим обстоятельством и убедил Генеральные штаты созвать собрание в Генте, который на то время всё ещё находился под контролем испанцев. После этого из провинции Зеландия были высланы войска, чтобы освободили крепость Гент. В этом месте было подписано Гентское умиротворение. Однако мир продлился недолго. После этого последовала череда событий, таких как Аррасская уния, Утрехтская уния, Акт о клятвенном отречении.

### Занимаемые должности и титулы
Первый титул Оранский и княжество были получены в 1544 году, во время пребывания при дворе Карла V, императора Священной Римской Империи.
В 1555 году принимает пост главнокомандующего армией, которая базировалась на границах с Францией.
С 1555 по начало 1560-х гг. занимал должность члена государственного совета при дворе Филиппа II.
В том же 1555 году стал кавалером ордена Золотого руна.
В 1559 году был назначен штатгальтером провинций Голландии, Зеландии и Утрехта.
В 1572 году был назначен законным штатгальтером Филиппа II в Голландии и Зеландии, с полномочиями верховного главнокомандующего всеми морскими и сухопутными силами, высшей исполнительной властью, правом назначения и смещения всех высших должностных лиц (с ведома городов).
В 1577 году он занял пост руварда Брабанта (высшая административная должность).

## Личность Вильгельма I Оранского

### Внешность
Вильгельм I Оранский, судя по его портретам, был человеком худощавым. Лицо с высоким лбом, крючкообразным носом. Глубокий, задумчивый взгляд, сдержанная улыбка. Судя по портрету 22-летнего принца, он не обладал выдающейся физической формой. 

### Характер
Ввиду своего происхождения и финансового состояния семьи — Вильгельм I Оранский получил условия для хорошего развития и образования. Все это сложило в нём флегматический характер, а постоянные опасности, что подстерегали членов знатных семей, — осторожным, скрытным и непроницаемым. Образование, которое он получал, сформировало в нём задатки талантливого политика и администратора. Однако взамен оно лишило его эстетического содержимого, что выразилось в отсутствии интереса к искусству и литературе. Существует информация о том, что Вильгельм I Оранский обладал знанием латинского, голландского, итальянского, испанского, французского, английского и немецкого. Это можно принять за правду, приняв во внимание следующее: латинский был основным языком преподавания тех времен; испанский — язык при дворе Карла V и Филиппа II; французскому его могла обучить родная сестра Карла V — Мария Австрийская; голландский — язык провинций под его влиянием; немецкий — родной язык. На формирование личности и мировоззрения не последнюю роль отыграло воспитание в духе лютеранства, а также влияние идей кальвинизма в последующем периоде. Также, несмотря на финансовое превосходство, принц не бахвалился своим статусом и положением и, напротив, в обращении даже к прислуге был сдержан и вежлив. Огромное честолюбие, холодный расчет и постоянное самообразование — сделали из него влиятельного политического оратора и публициста. Несмотря на сдержанность в эмоциях, что повлекло получение прозвища «Молчаливый», — обладал природным красноречием. Однако самыми характерными чертами Вильгельма I Оранского были острота ума и упорство воли. Во время его пребывания при дворе в Брюсселе вошла в обиход поговорка: «Умён, как принц Оранский, и решителен, как граф Эгмонт».
О рациональности ума и скупости выражения чувств и эмоций говорит тот факт, что Вильгельм был крещён в лютеранстве, воспитывался при дворе Карла V как католик, а впоследствии стал кальвинистом. Все это лишь подчёркивает отсутствие религиозных убеждений и главенство логики над впечатлительностью, эмоциональностью. К примеру, в 1561 году он наложил запрет на исповедание протестантской веры в своем княжестве Оранж лишь для того, чтобы не допустить нарушения общественного спокойствия, а не ввиду религиозной нетерпимости, которая ему была не присуща. И хотя при дворе Карла V его активно воспитывали как бургундца, это не смогло искоренить в нём немецкого графа Нассауского, которому был чужд испанский абсолютизм. Благодаря своему иностранному происхождению и таланту дипломата он пользовался авторитетом среди высшей аристократии, которая группировалась вокруг него, тем самым преображаясь из разрозненных горсток в сплоченную оппозицию.

### Семья

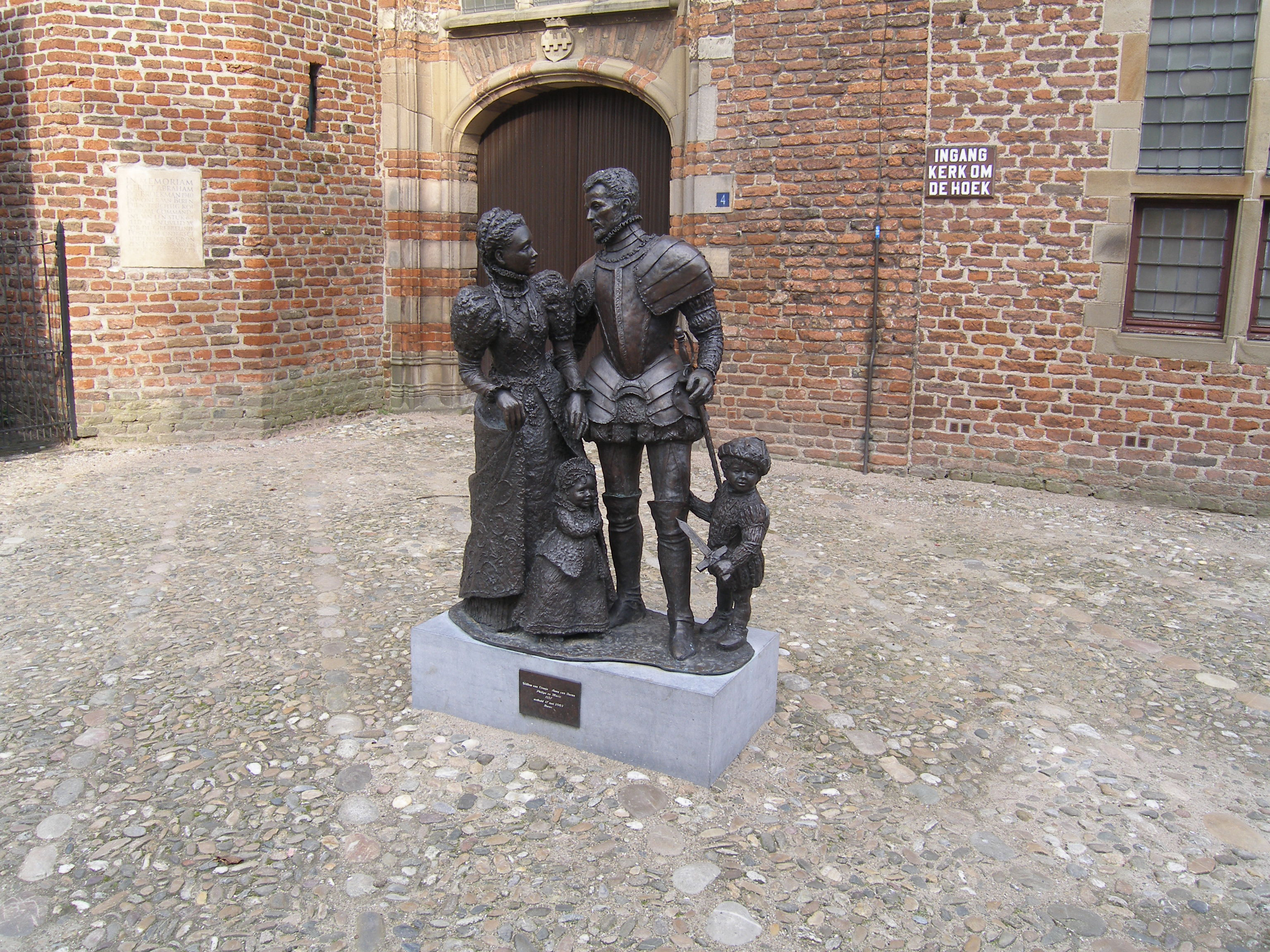
Скульптурная группа с изображением семейства Вильгельма Молчаливого в городе Бюрен.

1-я жена: (с 1551 года) Анна ван Эгмонд (1533—1558), графиня ван Бюрен, дочь Максимилиана ван Эгмонта, графа Бюренского. Имели 3 детей, в том числе:
- Мария (1553—1555)
- Филипп-Вильгельм Оранский (1554—1618), принц Оранский; женат с 1606 года на Элеоноре де Бурбон-Конде (1587—1619), дочери принца Генриха I де Бурбон-Конде; брак остался бездетным.
- Мария (1556—1616), графиня ван Бюрен с 1558 года, с 1595 года замужем за Филиппом Эрнстом (1550—1606), графом Гогенлоэ; брак остался бездетным.

2-я жена: (с 1561 года, развод в 1574 году) Анна Саксонская (1544—1577), дочь курфюрста Морица Саксонского. Имели 5 детей, в том числе:
- Анна (род. и ум. 1562)
- Анна (1563—1588), с 1587 замужем за своим двоюродным братом Вильгельмом Людвигом (1560—1620), умерла во время родов.
- Мориц (1564—1566)
- Мориц Оранский (1567—1625), граф Нассауский, штатгальтер Голландии, Зеландии, Гельдерна, Утрехта и др., принц Оранский.
- Эмилия (1569—1629), с 1597 года замужем за Мануэлом Португальским (1568—1638), внебрачным сыном Антониу приора Крату, претендентом на португальский трон. В браке родила 10 детей.

3-я жена: (с 1575 года) Шарлотта де Бурбон-Монпансье (1547—1582), дочь герцога Людовика III де Монпансье. Имели 6-х детей, в том числе:
- Луиза-Юлиана (1576—1644), с 1593 года замужем за Фридрихом IV (1574—1610), курфюрстом Пфальца, в браке 8 детей.
- Елизавета-Фландрина (1577—1642); с 1595 года замужем за Анри де Ла Тур д’Овернь (1555—1623), герцогом Буйонским, одним из их детей был Великий Тюренн.
- Катарина-Бельгика (1578—1648), с 1596 года замужем за Филиппом Людвигом II (1576—1612), графом Ханау, в браке 10 детей.
- Шарлотта-Фландрина (1579—1640), глухая с рождения, с 1605 года настоятельница монастыря Сен-Круа.
- Шарлотта-Брабантина (1580—1631); с 1598 года замужем за Клодом де Ла Тремуйль (1566—1604), герцогом де Туар.
- Эмилия-Антверпиана (1581—1651), с 1616 года замужем за Фридрихом Казимиром (1585—1645), графом Пфальц-Лансбург, в браке 3 детей.

4-я жена: (с 1583 года) Луиза де Колиньи (1555—1620), дочь графа Гаспара II де Колиньи, адмирала Франции. Имели одного сына:
- Фридрих-Генрих (1584—1647), принц Оранский, штатгальтер Голландии, Зеландии, Утрехта и др. Его внук, Вильгельм III Оранский, взошёл на престол Англии, Шотландии и Ирландии.

В промежутке между первым и вторым браком от связи с Евой Элинккс (ок. 1535-ок.1590), дочерью бургомистра Эммерих-ам-Райн, имел внебрачного сына Юстина Нассауского (1559—1631), который был им официально признан.

## Покушения и смерть
Филипп II Испанский своим «Королевским эдиктом» от 15 марта 1580 г. объявил Вильгельма I Оранского вне закона и призывал каждого верного католика убить принца. Декрет обещал вознаграждение в 25 тыс.[чего?], амнистию за прежние преступления и предоставление титула дворянина. На призыв короля отозвались как минимум четверо убийц: Жореги, Сальяду (о Базой), Пьетро Дордоньо, Ганс Гаансон. Они использовали пистолеты, яды и даже попытки взрыва для достижения своей цели. Смерти Вильгельма I Оранского предшествовала череда покушений. Сведений о них не слишком много, но всего документально зафиксированы несколько покушений, последнее из которых и стало фатальным.

### Покушения
После «Королевского эдикта» Вильгельму I Оранскому ничего не оставалось, как начать искать союзников среди других государств, которые могли бы гарантировать военную поддержку суверенитету Нидерландов. Обращаясь поочередно то к Англии, то к Германии, он так и не достиг цели, поскольку мало кто хотел вступить в открытую конфронтацию с Испанией. Вильгельм I Оранский составил проект соглашения с Францией, которое было принято Генеральными штатами. После этого Франсуа (герцог Алансонский и Анжуйский) стал сувереном Нидерландов (с наследственным титулом, но запретом на присоединение провинций к Франции), что было зафиксировано договором от 19 сентября 1580 г. в Плесси-ле-Тур. После этого в Антверпен были введены французские солдаты, чтобы гарантировать неприкосновенность города, однако жители Антверпена воспротивились этому, потому что считали Францию прямой угрозой их торговле, и даже начали в открытую убивать французов. Поэтому, чтобы разъяснить свою позицию и склонить их на свою сторону, а также не потерять поддержку Франции, Вильгельм I Оранский принимает решение о прибытии и пребывании в городе до тех пор, пока не заручится прочной поддержкой. Он проводит разного рода встречи, появляется на городских собраниях и, демонстрируя свою веротерпимость, посещает религиозные центры. После одного из таких посещения, 18 мая 1582 года, Вильгельм I Оранский проводит приёмы сторонников и прочих влиятельных лиц. В это время шла подготовка к покушению на принца. Испанский купец Гаспаро д’Анастро (из Витории) из-за военного конфликта между Нидерландами и Испанией оказался перед угрозой банкротства, О своей беде он поведал близкому другу Хуану де Изунке, не подозревая, что последний является членом тайного ордена иезуитов. В итоге Гаспаро Анастру было сообщено, что проблему можно решить путем убийства предводителя освободительного движения Нидерландов — Вильгельма I Оранского. Также была обещана финансовая награда в 80 тыс. дукатов. Вдобавок ко всему церковь гарантировала отпущение всех грехов и твёрдую гарантию вечного блаженства. Впоследствии, взвесив риски, купец усомнился в реализации плана и, опасаясь за свою жизнь, подумывал отказаться от затеи. Однако финансовая сторона взяла верх над рассудком, и Каспаро Анастро принял решение вместо себя отправить на задание своего кассира Венеро. Однако последний также осознал всю авантюрность и опасность замысла и отправил вместо себя радикального католика Жана Хаурегви. Это решение было одобрено и купцом Каспаро Анастро, и иезуитом Хуаном де Изунке. К тому же духовный наставник Жана Хаурегви — Антоний Тиммерман — лично благословил покушение на Вильгельма I Оранского. Согласно плану 18 мая 1582 года д’Анастро и д’Изунке покидают Антверпен и бегут в Турне, в котором стоят испанские войска, а Хуан Жореги отправляется в кирху, где должен появиться Вильгельм I Оранский. Однако осуществление замысла провалилось из-за толпы, которая разделила убийцу и ни о чём не догадывающегося принца живым барьером. После этого убийца каким-то образом смог добиться приватной аудиенции с принцем. Как только последний вошёл в комнату Жореги достал пистолет и выстрелил в упор. Пуля пронзила нёбо, левую скулу и щёку. Ранение было тяжелым, и это сразу породило слухи, что принц убит.

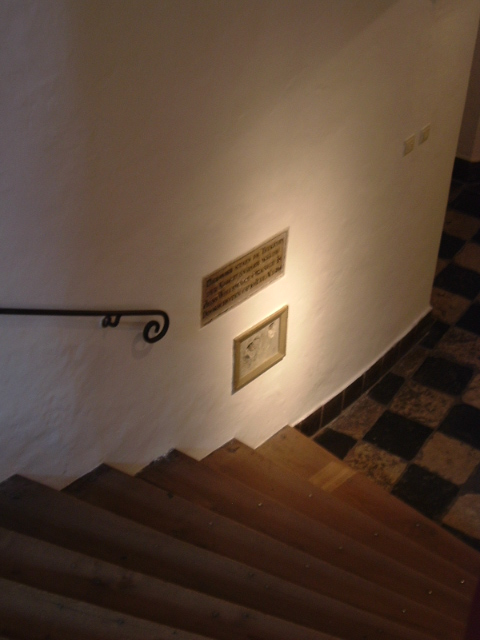
Лестница с памятной табличкой о месте убийства Вильгельма I Оранского в музее Принсенхоф.

### Смерть

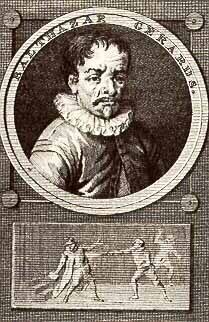
Убийца принца Оранского

После покушений на свою жизнь, а также падения Антверпена, Вильгельм I Оранский с семьёй перебирается в монастырь в городе Делфт. Здесь он проходит лечение и продолжает организовывать встречи и приёмы. Однако для Вильгельма это была лишь временная отсрочка. После неудачной попытки убийства иезуитские монахи продолжили поиски исполнителя воли Филиппа II. В этот раз выбор пал на Бальтазара Жерара, католика-фанатика родом из Франш-Конте. Для него была придумана легенда, согласно которой он являлся жертвой испанских репрессий и сторонником политики оранжистов. Он располагал фальшивыми документами на имя Франца Гюйона, по которым был принят на военную службу к Вильгельму I Оранскому. Добившись расположения принца, тем не менее, и этот убийца начал колебаться в своем решении. Позже, находясь проездом в Трире, он ещё раз советуется поочерёдно с четырьмя иезуитами, и все четверо дали один и тот же ответ. Впоследствии, 10 июля 1584 года, Жерар явился в дом Вильгельма I Оранского с просьбой об аудиенции. Ввиду занятости приём ему был назначен на послеобеденное время. Убийца спрятался в тёмном углу неподалёку от лестницы и, когда принц Оранский в окружении двоих человек приблизился к нему, сделал выстрел из пистолета с близкого расстояния. Нападавший бросился бежать, но был настигнут солдатами. При этом, уже третьем покушении, Вильгельм I Оранский был смертельно ранен и умер практически мгновенно. Согласно преданиям, последними словами принца Оранского были: «О Боже, сжалься над моей душой… Сжалься над этим несчастным народом» (Mon Dieu, ayez pitié de mon âme; mon Dieu, ayez pitié de ce pauvre peuple). Похоронен в Делфте, в Новой церкви.
Жерар после формального судебного процесса, длившегося 4 дня, был приговорён к смерти. Однако, чтобы успокоить толпу, недовольство которой могло привести к массовым беспорядкам, смертной казни предшествовала длительная экзекуция, начатая 14 июля 1584 года перед ратушей Делфта. Сначала ему отсекли топором правую руку. После этого раскалёнными щипцами стали рвать плоть. Далее следовало четвертование заживо, с последующим вскрытием брюшной полости, а также вырыванием сердца из груди. Согласно тексту приговора, этим же «коварным сердцем» уже фактическому трупу были нанесены три удара по лицу. Лишь после этого голова была отделена от тела, а обрубки были размещены по четырём углам городских стен.

## Деятельность
Ввиду жёсткой политики, проводимой Филиппом II, голландские дворяне справедливо опасались за свои позиции. Поэтому среди мелких собственников и высшего дворянства зародились оппозиционные настроения, которые возглавили: Вильгельм Оранский, граф Ламораль Эгмонтский и адмирал Филипп де Горн. Именно принц обещал гарантии сохранения титулов и имущества, привилегий. Взамен он потребовал финансовой и военной поддержки в ряде кардинальных требований к Филиппу II. Основными среди них были:
- Соблюдение прав и свобод для страны;
- вывод испанских войск с территории страны;
- смещение с поста Главного советника испанского короля в Нидерландах — Антуана Перрена де Гранвела;
- прекращение преследования за религиозное инакомыслие.

Выступив совместно с оппозицией по отношению к действующему правительству, Вильгельм I Оранский преследовал цель приобрести авторитет в глазах как горожан, так и сельских жителей, преподнося себя в качестве защитника вольностей и национальных интересов Нидерландов. Однако нерешительность и медлительность принятия решений, что была присуща многим дворянам, купцам и простым людям, привела к тому, что принцу пришлось искать поддержки со стороны немецких князей, французских гугенотов, сторонников кальвинизма. Как из этого видно, особой религиозной чистотой и твердостью Вильгельм не отличался. Скорее напротив, религию он рассматривал как средство для укрепления политической значимости и способ лавирования между разными группами в поисках поддержки.
Когда особо радикальные религиозные фанатики (лютеране, кальвинисты, протестанты), которые не подчинялись ни дворянству ни военным, подняли восстание и учинили католические погромы, — Вильгельм I Оранский не поддержал их. Напротив, после того, как наместница Нидерландов от короля Филиппа II в манифесте от 25 августа 1566 года пошла на ряд уступок и гарантировала амнистию членам союза дворян, последние полностью приняли её условия и даже приступили к вооружённому подавлению восстания. Принц лично писал в своем письме к наместнице от 25 августа 1566 года, что по его приказу на рыночной площади были повешены два иконоборца, а ещё двенадцать подверглись различным наказаниям. Этот поступок ещё раз подчеркивает особенности характера Вильгельма I Оранского — скрытность в своих дальнейших планах, умение идти на компромисс, отсутствие авантюризма. В противном же случае на волне народного религиозного восстания он мог объявить себя новым лидером движения реформации и возглавить «крестовый поход» против католической церкви. Бельгийский историк Анри Пиренн, характеризуя его за этот поступок, называет принца «благоразумным»
Однако и принц Оранский, и дворянство были пойманы в своего рода ловушку, которую удачно поставил Филипп II. Он умело использовал восстание как способ ввести армию под предводительством герцога Альбы, целью которой, помимо подавления восстания, была ликвидация голландского дворянства, чтобы навсегда покончить с попытками выхода из состава Испании либо же требованиями привилегий. Осознав надвигающуюся опасность, Вильгельм I Оранский, как и ещё около 100 тыс. человек, покинули страну. Мнение относительно этого поступка расходится на две позиции: обвинения в предательстве и трусливом бегстве и обдуманный ход, отступление для сбора сил перед решающими сражениями.
Используя свое династическое положение, принц Оранский заводит оппозиционные к Испании связи в Германской империи и Франции, объединяет голландских эмигрантов вокруг себя, делает финансовые вложения в поддержание восстания, собирает армию. В это время он вынашивает планы, согласно которым после освобождения голландских земель от испанского владычества они войдут в состав Германской империи на правах курфюршества. Католическую церковь на этом этапе ждало расформирование и установление лютеранства. При этом Вильгельм I Оранский не отказывается от плана сговора с Филиппом II при условии возвращения и гарантирования выполнения требований, что были разработаны оппозиционным дворянством в 1560-х гг.
C помощью князей немецкого происхождения, а также французских гугенотов принцу Оранскому с братом дважды удавалось вторгаться военной кампанией в Нидерланды, с целью свергнуть режим Альбы, овладеть южными провинциями и тем самым реализовать намеченные планы. Не оставлял попыток поднять всенародное восстание голландцев, однако к его движению примкнули только морские гёзы. Его первоначальный отказ от поддержания восстания в северных провинциях объясняется тем, что первостепенной задачей был сбор южных провинций в объединение, с последующим присоединением их к северным провинциям. Это дало бы ему единое государство, в котором ему отводилась бы роль с неограниченными полномочиями. Вот почему Вильгельм I Оранский рассматривал восстание на Севере как дело второстепенное и негодовал по поводу его «преждевременности». «Принц Оранский, узнав об этом народном восстании, не проявлял никакого удовольствия, — писал хронист Гуго Гроций, — наоборот, он жаловался, что эти небольшие успехи помешают главному мероприятию, которое он готовил». Невзирая на отсутствие видимых военных успехов, Вильгельм I Оранский выполнил одну из стратегических задач — оттянул на себя главные удары испанской армии и тем самым закрыл ей доступ на Север, от плацдарма с которого получал провизию, наёмников и иного рода поддержку. Также благодаря этому реформаторские идеи в северных провинциях не встретили особого сопротивления и довольно быстро распространились.
Однако, ввиду явного соблазна неограниченной властью, Вильгельм I Оранский, по крайней мере в открытой форме, не заявлял претензий на абсолютную монархию над Нидерландами. Этому находим подтверждение в его готовности остаться под короной Испании в обмен на возвращение и гарантии былых привилегий для страны. То же относится и к альтернативному варианту с вхождением в состав Германской империи на правах курфюрста. Об этом есть следующие сведения. Принц Оранский публикует манифест, в котором призывает жителей северных провинций к восстанию за вольности и свободы, но не против Филиппа II, а лишь против его «преступного сатрапа Альбы, злоупотребляющего доверием короля и обманывающего его». В этом документа были слова: («Мы уверены, что его величество имеет неверные сведения о нидерландских делах…»), которые лишь подчеркивают, что изначальная цель восстания была в возвращении привилегий государства и отмене репрессий, а не сепаративный выход. Снова о нём возникает двоякое мнение: согласно одному, он довольно гибкий политик, готовый идти на компромиссы, а второе говорит об отсутствии в нём национального сознания и патриотизма.
Не стоит забывать, в каком положении тогда пребывал Вильгельм I Оранский. С одной стороны он был заложником олигархического класса в лице купцов и торговых союзов, поскольку последние были финансовой основой его кампании. Также они имели большинство в Генеральных штатах и в любой момент могли наложить вето на той или иной закон. Дворяне понимали, кто стоит за принцем Оранским, и со своей стороны оказывали давление в противовес купцам. Не оставались в стороне гёзы и крестьяне, которые, вступая в ополчение, также рассчитывали на льготы, которые прямо противоречили стремлениям как олигархии, так и дворянства. В этой ситуации Вильгельму I Оранскому не оставалось ничего, как с помощью интриг, подкупов, шантажа и раздачи разного рода должностей временно примирять все сословия для продолжения борьбы. В разгар военного конфликта с испанцами принцу Оранскому предстояло бороться ещё и с внутренней угрозой. К примеру, Генеральные штаты лишили права обсуждения политических вопросов городское ополчение. В ответ Вильгельм добивается для них права, по которому Генеральным штатам всё же приходилось советоваться с командирами ополченцев при принятии политических решений. Соответствующую гибкую дипломатическую линию он проводил и в отношении административных вопросов. Чтобы пресечь попытки создания независимых советов на местах и тем самым дестабилизации системы центральной власти, взамен он потребовал ввести делегатов от 12 крупных и мелких городов Нидерландов в Генеральные штаты. Однако, по независящим от него причинам это не было реализовано. Напротив, на это стремление Генеральные штаты ответили созданием «Большого Совета», цель которого было ограничение власти принца Оранского и недопущение его превращения в монарха. К тому же после созыва Дордрехтского синода кальвинистской церкви (1574 г.) он принял активную оппозиционную сторону, поскольку углядел в этой реформе попытку создания теократического государства.
Для завоевания расположения мелких чиновников и народа он прибегал к способам, которые и сегодня используются нидерландскими монархами. По имеющимся сведениям, он запросто мог вести беседы о текущих делах с мелким лавочником, выпить вина на свадьбе или на крестинах в семейном кругу ремесленника или оказать материальную помощь вдове одного из своих солдат.
Политика двойных стандартов, стремление идти на компромисс и религиозная непостоянность привели к тому, что со временем вылилось в недовольство народа. Доходило до публичных насмешек на улице в виде вопросов, кто же он на самом деле — католик или кальвинист? В ответ Вильгельм I Оранский окружает себя немецкими наёмниками. Опасаясь за свою жизнь, он даже ночевал на корабле, а в письмах отзывался о голландских крестьянах как «о самом испорченном народе во всем мире», «бунтовщиками, которые куражатся, лишь покуда в их головах бродят винные пары» и т. д..
Когда начиная с 1579 года, Вильгельм I Оранский в открытую заявляет о намерении найти нового гаранта независимости Нидерландов и тем самым подписывает себе смертный приговор. Филипп II 15 июня 1580 года публикует специальный манифест, в котором он призывает каждого из католиков выдать ему или убить принца Оранского. Вдобавок было обещано финансовое вознаграждение и ряд привилегий. После этого Вильгельм I Оранский издает Акт о клятвенном отречении (26 июля 1581 года) и убеждает Генеральные Штаты признать французов сувереном Нидерландов. Эти действия подвигли штаты Голландия и Утрехт назначить его своим штатгальтером. Как отзывался об этом сын Вильгельма I Оранского Мориц Оранский, лично он «охотнее спрыгнул с самой высокой башни Гааги, чем принял бы суверенитет на условиях, которые были поставлены его отцу». Французы взамен гарантий суверенитета потребовали назначить герцога Анжуйского Эркюля Франсуа (Франциска) де Валуа герцогом провинции Брабант. Однако все города Фландрии и Брабанта отказались подчиниться французам и подняли восстание. В мае 1583 года герцог Анжуйский оставил Нидерланды, а Вильгельму I Оранскому пришлось покинуть Антверпен и осесть в Делфте. После смерти его сын Мориц Оранский стал последователем политики и методов своего отца.

## Память
| Описание | Год         | Изображение |
| --- | ----------- | ----------- |
| Картина «Мавзолей Вильгельма I Оранского в Новой Кирхе (Nieuwe Kerk), город Делфт». Автор Bartholomeus van Bassen. | (1590—1652) |             |
| Памятник Вильгельму I Оранскому, установленный в Гааге на площади Plein. | 1848        |             |
| Памятник принцу Оранскому, графу Нассау, открытый в германском городе Висбадене. | 1908        |             |
| Родовой герб и девиз «Je maintiendrai» Вильгельма I Оранского приняты в качестве государственных символов Нидерландов. | 1815        |             |
| Упоминается в тексте гимна Het Wilhelmus в первом куплете: «Wilhelmus van Nassouwe Ben ick van Duytschen Bloedt, Den Vaderland ghetrouwe Blijf ick tot inden doet; Een Prince van Orangien Ben ick vry onverveert. Den Coninck van Hispangien Heb ick altijt gheeert». | XVI век     |             |
| Город Виллемстад в провинции Северный Брабант назван в честь Вильгельма I Оранского. | 1584        |             |

В 1934 году режиссёр Ян Тойниссен поставил биографический художественный фильм «Вильгельм Оранский». В роли Вильгельма снялся Кор Ван дер Лугт Мельсерт
В 1984 году в Нидерландах вышел одноимённый телесериал голландско-бельгийского производства, поставленный режиссёром Уолтером Ван дер Кампом. Роль Вильгельма исполнил Йерун Краббе.

## Вильгельм I Оранский в очерках и художественных произведениях
- Rachfahl F., Wilhelm von Oranien…, Bd 1-3, Halle — Haag, 1906-24;
- Blok P. J., Willem de Eerste Prins van Oranje, dl 1-2, Arnst., 1919-20;
- Schelven A. A., Willem von Oranje, Haarlem, 1933.
- Елена Степанян. Вильгельм Молчаливый. — М.: изд-во Теревинф, 2014. ISBN 978-5-4212-0173-1
- Карстнер Йорг. Смертельная лазурь / Пер. с нем. яз. Уткина А. Л. — М.: АСТ, 2007. — ISBN 978-5-17-037884-5